# Léon Bopp
Léon Bopp (* 17. Mai 1896 in La Chaux-de-Fonds, Kanton Neuenburg; † 29. Januar 1977 in Chêne-Bougeries, Kanton Genf) war ein französischsprachiger Schweizer Schriftsteller, Philosoph, Kulturjournalist und Literaturkritiker.

## Leben
Léon Bopp wuchs als Sohn eines Uhrenindustriellen in La Chaux-de-Fonds auf, wo er die Schulen bis zur Matura besuchte. Er studierte ab 1915 Französische Literatur und Philosophie an der Universität Genf und der École normale supérieure in Paris. Von 1920 bis 1922 war er als Journalist in England tätig. Zurück in Paris, schloss er 1926 an der Sorbonne mit der Promotion ab. Die Dissertation über Henri-Frédéric Amiel wurde als sein erstes Werk in Paris veröffentlicht.
Nach seiner Heirat 1926 mit Yvonne Matile liess er sich in Grange-Canal, einem Quartier von Chêne-Bougeries bei Genf, nieder.
Durch seine Freundschaft mit Jean Paulhan und Albert Thibaudet fand er zur Nouvelle Revue Française, welche die meisten seiner philosophischen und essayistischen Texte publizierte. In seinem Œuvre ragt besonders der Roman Liaisons du monde heraus, eine Alternativweltgeschichte Frankreichs zwischen 1935 und 1945, die er praktisch zeitgleich zur beschriebenen «Geschichte» niederschrieb.

## Auszeichnungen
- 1933: Literaturpreis der Stadt Genf
- 1967: Gesamtwerkspreis der Schweizerischen Schillerstiftung

## Werke (Auswahl)

### Prosa
- Jean Darien, N.R.F. Gallimard, Paris 1924
- Le crime d'Alexandre Lenoir. Roman d'un moraliste, N.R.F. Gallimard, Paris 1929
- Jacques Arnaut et la somme romanesque. Roman d'un artiste, N.R.F. Gallimard, Paris 1935
- Liaisons du monde. Roman d’un politique, 4 Bände, 1938–1945 (erster Band N.R.F. Gallimard, Paris, Band II bis IV Editions du Dialogue, Genf)
- Drôle du monde. Contes et contules irritants, Editions du Dialogue, Genf 1940
- Ciel et terre. Roman d’un croyant, 4 Bände, N.R.F. Gallimard, Paris 1962–1963

### Essays
- H.-F. Amiel. Essai sur sa pensée et son caractère d’après des documents inédits, Alcan, Paris 1926
- Principes de pédagogie d’Amiel, Alcan, Paris 1927
- Est-il sage, est-il fou? Roman d'un savant, N.R.F. Gallimard, Paris 1931
- Esquisse d’un traité du roman, N.R.F. Gallimard, Paris 1935
- Pour la France, Editions du Dialogue, Genf 1940
- Napoléon…, Éditions Oméga, Genf 1942
  - Napoleon, Deutsch von Adrien Turel. Editions Omega, Genf 1943
- Entretiens avec M. Hitler, Editions du Dialogue, Genf 1945
- L’art de vouloir, d’aimer, de comprendre. Nouveaux exercices spirituels, Editions du Mont Blanc, Genf und Annemasse 1945
- Vie de Jésus (d'après l'Evangile selon Saint Matthieu) suivie de quelques réflexions philosophiques sur les Evangiles et la pensée du Christ, Editions du Mont Blanc, Genf und Annemasse 1945
- Catalogisme ou Esquisse d’une philosophie de l’omnipotence, Editions du Mont Blanc, Genf und Annemasse 1946
- Philosophie pour tous et pour chaque jour ou Sillons ou Dialectique intérieure ou Multiplication du moi, Editions du Mont Blanc, Genf und Annemasse 1949
- Commentaire sur Madame Bovary, La Baconnière, Neuenburg 1951
- Philosophie fédérative, Editions du Dialogue, Genf 1952
- Philosophie de l’art ou alchimie contre histoire. Essai de surhistoire des valeurs esthétiques, Gallimard, Paris 1954
- Les beaux-arts en France. Complément à la «Philosophie de l’art», Gallimard, Paris 1956
- Paris, Gallimard, Paris 1957
- Impressions d’Amérique: 1957, Gallimard, Paris 1959
- Psychologie des «Fleurs du mal», 4 Bände. Droz, Genf 1964–1969